# Mitsukurina
Mitsukurina is een geslacht van kraakbeenvissen uit de familie Mitsukurinidae.

## Soort
- Mitsukurina owstoni Jordan, 1898 – Koboldhaai